# Efekt sieci (powieść)
Efekt sieci (ang. Network Effect) – powieść fantastycznonaukowa autorstwa amerykańskiej pisarki Marthy Wells z 2020. Powieść stanowi piątą część, ale pierwszą powieść z cyklu Pamiętniki Mordbota – poprzednie części miały rozmiar noweli lub miniatury literackiej. Książka zdobyła najważniejsze nagrody branżowe w 2021: Hugo, Nebulę oraz Locusa za najlepszą powieść. 

## Fabuła
W pierwszej powieści w cyklu Mordbot bierze udział w wyprawie, podczas której musi jednocześnie chronić swoich podopiecznych przed porywaczami i udzielać pomocy dawnemu współpracownikowi – a przez to zostaje postawiony przed trudnymi wyborami.